# شورای عالی (شوروی)
شورای عالی شوروی، نام مشترکِ مهستان (مجلس قانون گذاری) جمهوری‌های شوروی سوسیالیستی در کشور اتحاد جماهیر شوروی بود. این شوراهای عالی بر مبنای مدل شورای عالی اتحاد جماهیر شوروی، که در سال ۱۹۳۸ بنیان‌گذاری شده بود، شکل گرفتند و هم شکل و همسان بودند. نمایندگان مورد قبول شوروی در شوراهای عالی به صورت دوره ای در انتخابات‌های بدون رقیب انتخاب می‌شدند. نخستین انتخابات آزاد یا نیمه آزاد در اواخر سال دههٔ هشتاد میلادی در دورهٔ پرستوریکا برگزار شد. شوراهای عالی تا اندازهٔ زیادی سازمانهایی بودند که فرمان‌های داده شده به آن‌ها از سوی حزب کمونیست اتحاد جماهیر شوروی را برای هر جمهوری سوسیالیستی باز تأیید می‌کردند. 
شوراهای عالی به صورت نامتناوب (معمولاً دو بار در سال و برای چند روز) نشست داشتند و شورای رهبری شورای عالی را انتخاب می‌کردند تا در غیاب شورای عالی نقش آن را انجام دهد. بر پایهٔ قانون اساسی ۱۹۳۶ و ۱۹۷۷ شوروی، شورای رهبریِ این شوراهای عالی، به عنوان شورای رهبری اتحاد جماهیر شوروی عمل می‌کردند. این شوراهای عالی همچنین هیئت وزیران را انتخاب می‌کرد. پس از انحلال اتحاد جماهیر شوروی در دسامبر ۱۹۹۱، بیشتر این شوراهای عالی ، تبدیل به مجلس قانون گذاری  کشورهای استقلال یافته شدند.

## شوراهای عالی شوروی
- جمهوری فدراتیو سوسیالیستی روسیه شوروی: Верховный Совет РСФСР
- جمهوری سوسیالیستی اوکراین شوروی: Верховна Рада Української РСР
- جمهوری سوسیالیستی بلاروس شوروی: Вярхоўны Савет Беларускай ССР
- جمهوری سوسیالیستی ازبکستان شوروی: Ўзбекистон ССР Олий Совети (O'zbekiston SSR Oliy Soveti)
- جمهوری سوسیالیستی قزاقستان شوروی: Қазақ КСР-нiң Жоғарғы Кеңесi
- جمهوری سوسیالیستی گرجستان شوروی: საქართველოს სსრ უმაღლესი საბჭო
- جمهوری سوسیالیستی آذربایجان شوروی: Азәрбаjҹан ССР Али Совети (Azәrbaycan SSR Ali Soveti)
- جمهوری سوسیالیستی لیتوانی شوروی: Lietuvos TSR Aukščiausioji Taryba
- جمهوری سوسیالیستی مولداوی شوروی: Совиетул Супрем ал РСС Молдовеняскэ (Sovietul Suprem al RSS Moldovenească)
- جمهوری سوسیالیستی لتونی شوروی: Latvijas PSR Augstākā Padome
- جمهوری سوسیالیستی قرقیزستان شوروی: Кыргыз ССР Жогорку Совети
- جمهوری سوسیالیستی تاجیکستان شوروی: Совети Олӣ РСС Тоҷикистон
- جمهوری سوسیالیستی ارمنستان شوروی: Հայկական ՍՍՀ Գերագույն Խորհուրդ
- جمهوری سوسیالیستی ترکمنستان شوروی: Түркменистан ССР Ёкары Советы (Turkmenistan SSR Ýokary Sowety)
- جمهوری سوسیالیستی استونی شوروی: Eesti NSV Ülemnõukogu

## شورای عالی جمهوری‌های خودمختار شوروی
- جمهوری خودگردان شوروی سوسیالیستی بشکیر: БАССР Юғары Советы
- جمهوری خودگردان شوروی سوسیالیستی تاتار: ТАССР Югары Советы